# Harvey Keitel
Harvey Keitel [uitspraak: 'kaːjtɛl ; kaajtel] (New York, 13 mei 1939) is een Amerikaanse acteur. Hij werd in 1992 genomineerd voor onder meer een Academy Award en een Golden Globe voor zijn bijrol in Bugsy. Meer dan tien andere filmprijzen werden hem daadwerkelijk toegekend, waaronder de Zilveren Beer voor Smoke.

## Levensloop
Keitel, zoon van Joodse immigranten uit Polen en Roemenië, werd geboren in het New Yorkse stadsdeel Brooklyn en bracht het grootste deel van zijn jeugd door in de straten van New York. Op zestienjarige leeftijd sloot hij zich aan bij het United States Marine Corps. Dit bracht hem naar Libanon. Na zijn terugkeer naar de Verenigde Staten begon Keitel aan zijn carrière als acteur.
Keitel volgde zowel lessen bij Stella Adler als bij Lee Strasberg en uiteindelijk verkreeg hij enkele rollen in off-Broadway producties. Tijdens deze periode ontmoette hij een jonge nog onbekende regisseur genaamd Martin Scorsese, in wiens studenten-film hij een rol kreeg. Sindsdien werkten Keitel en Scorsese meermaals samen. Zo kreeg hij de hoofdrol in Mean Streets, een film die later zou bekendstaan als de doorbraak van Robert De Niro.
Keitel zou Captain Willard spelen in Apocalypse Now van Francis Ford Coppola, maar werd in de beginperiode van de opnames ontslagen en vervangen door Martin Sheen. Hierna duurde het even voor hij opnieuw een grote rol te pakken kreeg. Eind jaren 70 speelde hij vooral in Europese films mee van regisseurs als Ridley Scott.
Tijdens de jaren 80 ging Keitel door met acteren, zowel op het scherm als op het podium. Doorgaans speelde hij ruige kerels, zoals Mr. White in Reservoir Dogs (1992) van Quentin Tarantino. Ridley Scott zorgde ervoor dat Keitel de rol kreeg van een sympathieke politieman in Thelma & Louise. Sindsdien sleutelt Keitel in zijn keuzes voor rollen aan zijn imago. Hij toonde daarbij de wil om opkomende filmmakers aan een start te helpen door mee te spelen in hun debuutfilms. Hij deed dit niet alleen voor Scorsese en Tarantino, maar ook voor Scott, James Toback, Paul Schrader en Tony Bui.
Keitel trouwde in 1982 met de vijftien jaar jongere actrice Lorraine Bracco. Samen met haar kreeg hij in 1985 dochter Stella Keitel, die in zijn film Bad Lieutenant te zien was. Nadat het huwelijk in 1993 op de klippen was gelopen, hertrouwde Keitel in 2001 met de bijna 22 jaar jongere actrice Daphna Kastner. Samen met haar kreeg hij in 2004 zoon Roman. Tussen zijn twee huwelijken in werd Keitel vader van zoon Hudson, die hij in 2001 kreeg met vriendin Lisa Karmazin.

## Filmografie
- Lansky (2021)
- The Irishman (2019)
- The Painted Bird (2019)
- Isle of Dogs (2018)
- Chosen (2016)
- The Comedian (2016)
- Youth (2015, aka La giovinezza)
- The Grand Budapest Hotel (2014)
- Moonrise Kingdom (2012)
- The Last Godfather (2010)
- A Beginner's Guide to Endings (2010)
- Meet the Parents: Little Fockers (2010)
- Wrong Turn at Tahoe (2009)
- The Ministers (2009)
- National Treasure: Book of Secrets (2007)
- My Sexiest Year (2007)
- Arthur et les Minimoys (2006, stem Engelse versie)
- Il mercante di pietre (2006, aka The Merchant)
- A Crime (2006)
- The Shadow Dancer (2005)
- Be Cool (2005)
- One Last Dance (2005)
- The Bridge of San Luis Rey (2004)
- National Treasure (2004)
- Puerto Vallarta Squeeze (2004)
- Chasing the Elephant (2003)
- Dreaming of Julia (2003)
- Who Killed the Idea? (2003)
- El misterio Galíndez (2003)
- Crime Spree (2003)
- Beeper (2002)
- Red Dragon (2002)
- Ginostra (2002)
- Nowhere (2002)
- The Grey Zone (2001)
- Taking Sides (2001)
- Vipera (2001)
- Nailed (2001)
- Little Nicky (2000)
- U-571 (2000)
- Prince of Central Park (2000)
- Presence of Mind (1999)
- Holy Smoke (1999)
- Three Seasons (1999)
- Il mio West (1998, aka Gunslinger's Revenge)
- Finding Graceland (1998)
- Lulu on the Bridge (1998)
- Shadrach (1998)
- City of Industry (1997)
- Cop Land (1997)
- FairyTale: A True Story (1997)
- From Dusk Till Dawn (1996)
- Head Above Water (1996)
- Blue in the Face (1995)
- Smoke (1995)
- Clockers (1995)
- To vlemma tou Odyssea (1995, aka  Ulysses' Gaze)
- Pulp Fiction (1994)
- Imaginary Crimes (1994)
- Somebody to Love (1994)
- Monkey Trouble (1994)
- The Piano (1993)
- Dangerous Game (1993)
- The Young Americans (1993)
- Rising Sun (1993)
- Point of No Return (1993)
- Sister Act (1992)
- Reservoir Dogs (1992)
- Bad Lieutenant (1992)
- Bugsy (1991)
- Thelma & Louise (1991)
- Mortal Thoughts (1991)
- The Two Jakes (1990)
- Due occhi diabolici (1990, aka Two Evil Eyes) (segment: The Black Cat)
- La batalla de los Tres Reyes (1990, aka Drums of Fire)
- The January Man (1989)
- Caro Gorbaciov (1988)
- Grandi cacciatori (1988)
- The Last Temptation of Christ (1988)
- The Pick-up Artist (1987)
- L'inchiesta (1986, aka The Investigation)
- The Men's Club (1986)
- Wise Guys (1986)
- Off Beat (1986)
- Un complicato intrigo di donne, vicoli e delitti (1986, aka Camorra - A Story of Streets, Women and Crime)
- Blindside (1986)
- La sposa americana (1986, aka The American Bride)
- El caballero del dragón (1985, aka The Knight of the Dragon)
- Nemo (1984)
- Falling in Love (1984)
- Exposed (1983)
- Copkiller (1983)
- Une pierre dans la bouche (1983, aka A Stone in the Mouth)
- La Nuit de Varennes (1982, aka The Night of Varennes)
- The Border (1982)
- Saturn 3 (1980)
- La Mort en direct (1980, aka Deathwatch)
- Bad Timing (1980)
- Eagle's Wing (1979)
- Fingers (1978)
- Blue Collar (1978)
- The Duellists (1977)
- Welcome to L.A. (1976)
- Buffalo Bill and the Indians, or Sitting Bull's History Lesson (1976)
- Mother, Jugs & Speed (1976)
- Taxi Driver (1976)
- That's the Way of the World (1975)
- Alice Doesn't Live Here Anymore (1974)
- Mean Streets (1973)
- I Call First (1967, aka Who's That Knocking at My Door)